# Proprietà (matematica)
In matematica, il concetto di proprietà corrisponde all'idea intuitiva di una caratteristica che un oggetto può avere o non avere.
Formalmente, una proprietà {\displaystyle P} è data da una formula {\displaystyle \phi _{P}} con una sola variabile libera {\displaystyle x}. Si dirà che {\displaystyle y} verifica la proprietà {\displaystyle P} (o equivalentemente che la proprietà {\displaystyle P} vale su {\displaystyle y}) se vale {\displaystyle \phi _{P}(y/x)} (più spesso scritto semplicemente {\displaystyle \phi _{P}(y)}).
Per semplificare la notazione, solitamente la proprietà si identifica con la formula e si scriverà quindi {\displaystyle P(y)} invece che {\displaystyle \phi _{P}(y/x)} o {\displaystyle \phi _{P}(y)}.

## Definizione alternativa
Un'altra definizione spesso data è la seguente: una proprietà {\displaystyle P} è data semplicemente da un insieme {\displaystyle X_{P}}; si dirà che {\displaystyle y} verifica la proprietà {\displaystyle P} (o {\displaystyle P} vale su {\displaystyle y}) se {\displaystyle Y\in X_{P}}.
Come nella prima definizione, nella pratica si utilizza sempre una notazione semplificata in cui una proprietà e l'insieme che la definisce sono lo stesso oggetto {\displaystyle P}. Si dirà quindi che {\displaystyle y} verifica {\displaystyle P} se semplicemente {\displaystyle y\in P}.
Questa seconda definizione (che in sostanza definisce una proprietà come una relazione unaria) non è esattamente equivalente alla prima.
Dato un insieme {\displaystyle X_{P}} è semplice trovare la corrispondente formula {\displaystyle \phi _{P}}: essa sarà semplicemente la funzione indicatrice di {\displaystyle X_{P}}; quindi una proprietà definita con un insieme può essere definita anche con una formula. Non è vero però il viceversa: gli elementi che verificano una formula {\displaystyle \phi _{P}} possono costituire una classe propria, e in tale caso l'insieme corrispondente {\displaystyle X_{P}} non esiste.
Ad esempio, nella teoria degli insiemi di Zermelo - Fraenkel, la proprietà di essere un ordinale può essere definita nel primo modo ma non nel secondo, dato che la classe {\displaystyle ON} dei numeri ordinali è propria.
D'altra parte, in molte situazioni ci sono più insiemi che formule, quindi viceversa - astraendo dalla singola proprietà, ci sono proprietà formalizzabili con la seconda definizione ma non con la prima.
Ad esempio, i sottoinsiemi dei numeri naturali hanno la cardinalità del continuo, ma le formule esprimibili hanno la cardinalità del numerabile; quindi le proprietà secondo la seconda definizione sono molte più che secondo la prima.
Nella pratica, la prima definizione viene ritenuta forse più macchinosa ma più generale, dato che raramente può avere senso definire una proprietà in funzione di un insieme non definibile da una formula. Inoltre è certamente più costruttiva.

## Esempi
- La proprietà "essere un numero pari" è definita dalla formula {\displaystyle P(x)=\exists a<x:(x=a+a)}.

- La proprietà "essere un insieme totalmente ordinato" è definita dalla formula {\displaystyle O((x,\leq ))=\forall a,b,c\in x(a\leq a\land (a\leq b\land b\leq a\rightarrow a=b)\land (c\leq b\land b\leq a\rightarrow c\leq a)\land (a\leq b\lor b\leq a))}

- La sopra citata proprietà "essere un numero ordinale" è data dalla formula {\displaystyle ON((x,\in ))=O(x,\in )\land (S\in x\rightarrow S\subset x)}.

La collezione degli elementi che verificano tale formula non è un insieme.